# Vila Guryong

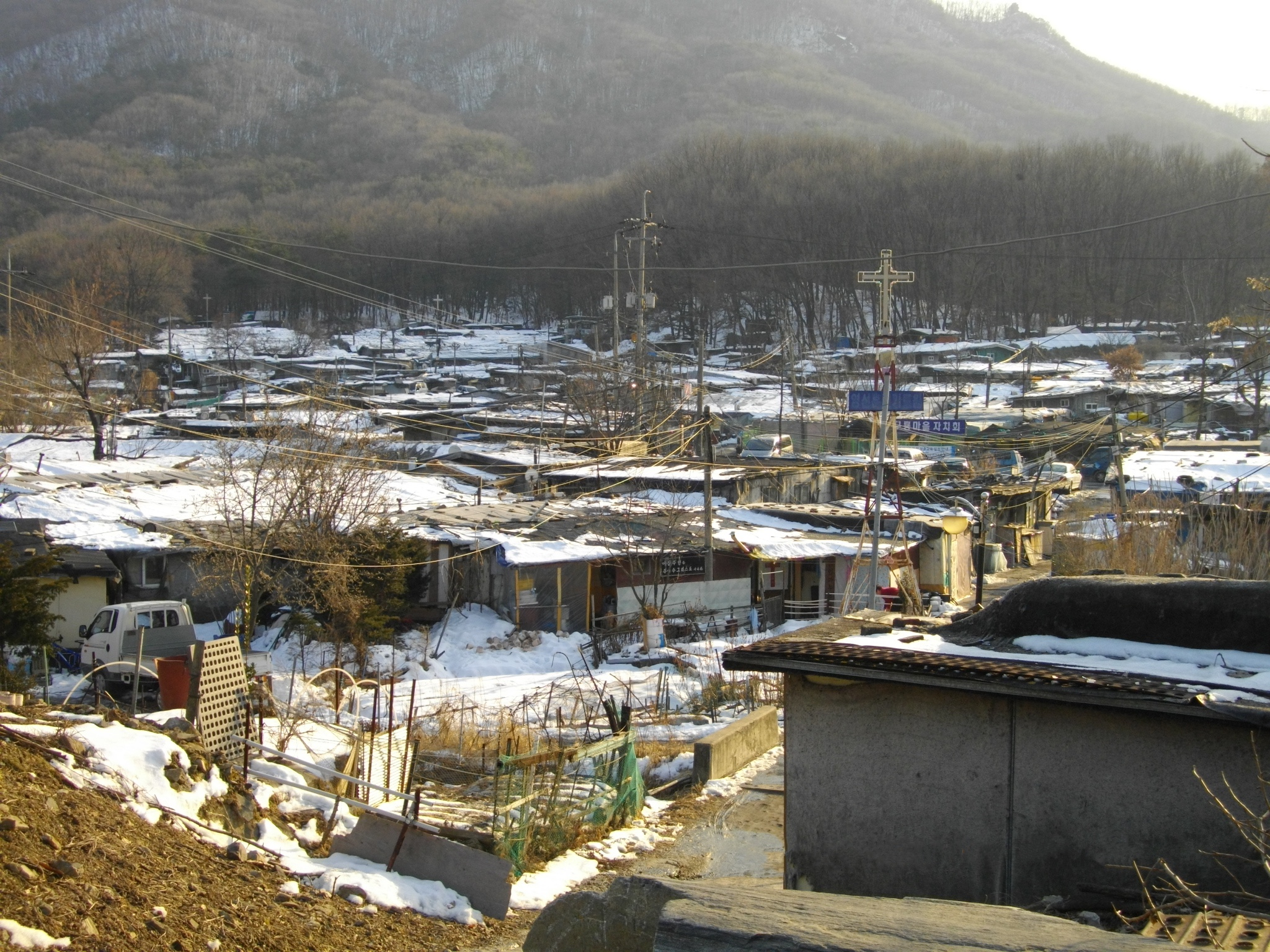
Guryong no sopé da Montanha Guryongsan, inverno de 2013

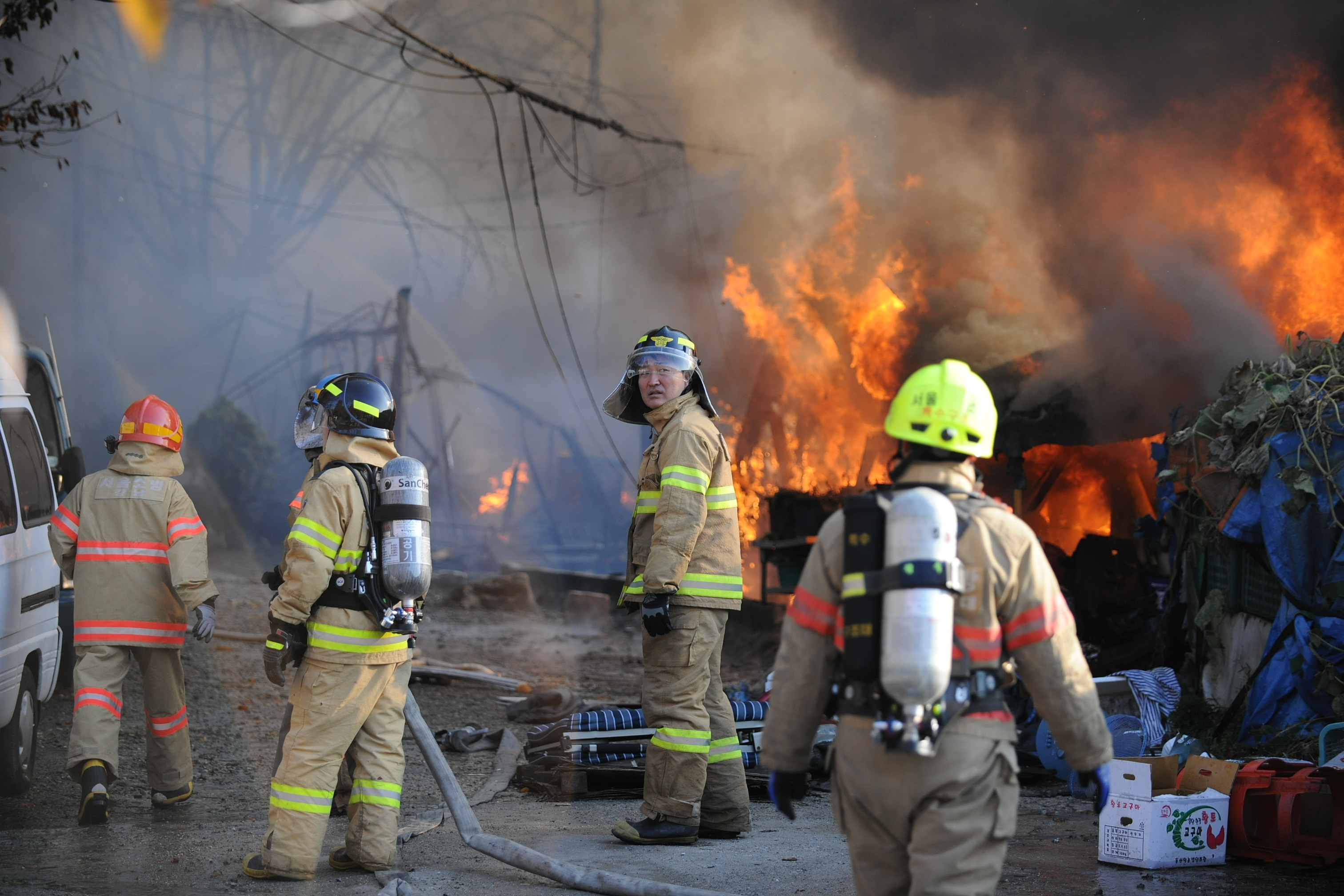
Incêndios em 2014

Guryong ou Vila Guryong (em coreano:  구룡마을; hanja: 九龍里) é um acampamento ilegal (comumente chamado de favela) em terras particulares em Seul, Coreia do Sul, nos limites do afluente distrito de Dogok-dong, distrito de Gangnam, do lado sul, do qual é separado por uma rodovia de seis pistas.
Foi criada pela primeira vez em 1988 por pessoas despejadas de casas em outras áreas de baixa renda demolidas durante o rápido desenvolvimento da cidade antes dos Jogos Olímpicos de 1988 e que vieram para essa área como seu último refúgio. Desde pelo menos 2011, há planos de redefinir a área e realocar os moradores, embora pouco progresso tenha sido feito devido a divergências entre os oficiais sobre o melhor plano de ação. Os planos atuais do governo propuseram demolir Guryong em 2015 e providenciar moradias subsidiadas para os moradores. Estima-se que 2 500 a 4 000  habitantes (todos os números são estimados porque nenhum levantamento demográfico dessa área nunca foi realizado), principalmente idosos empobrecidos, vivendo em entre 1 200 e 2 000 barracos e veículos recreativos em uma área de cerca de 286 929 metros quadrados. Casas individuais têm o tamanho de cerca de 16 a 99 metros quadrados. Os residentes, que estabeleceram um serviço postal em sua região, receberam cartões de residência temporária em 2011. A vila tem edifícios como jardim de infância e igreja, serviços públicos como água, gás e eletricidade, pelos quais os pagamentos são comuns; e sua própria segurança, tudo organizado através de duas associações de aldeias.
Devido à construção não segura, a vila foi afetada por vários acidentes com incêndios (em 2014 e 2017).
Foi chamada "a última favela do chamativo distrito Gangnam de Seul"  e "a última favela de Gangnam" e, mais amplamente, "a última favela urbana restante em Seul".